# Nižná Pisaná
Nižná Pisaná, rusínsky Нижня Писана/Nyžnja Pysana (do roku 1927 slovensky „Nižná Pisana“; maďarsky Alsóhímes – do roku 1907 Alsópiszana) je obec na Slovensku v okrese Svidník. Nachází se v Nízkých Beskydech v Ondavské vrchovině, v údolí potoka Kapišovka v povodí řeky Ondavy, nedaleko státní hranice s Polskem.

## Historie
Nižná Pisaná byla založena panstvím Makovica v letech 1573 až 1598 a byla poprvé písemně zmíněna v roce 1600 jako Also Pisana. V roce 1787 měla obec 29 domů a 187 obyvatel, v roce 1828 zde bylo 40 domů a 326 obyvatel, kteří pracovali jako rolníci, chovatelé ovcí a dobytka. V 19. století byla obec v majetku rodu Neviczkých. Kolem poloviny 19. století se obyvatelé ve značném rozsahu vystěhovali. Po druhé světové válce část obyvatel dojížděla za prací do průmyslových oblastí ve Svidníku a Košicích, místní obyvatelé pracovali jako lesní dělníci.
Při sčítání lidu, domů a bytů k 3. 3. 1991 v obci žilo 112 obyvatel, z toho 73 obyvatel bylo národnosti slovenské a 39 obyvatel národnosti rusínské a ukrajinské.
Při sčítání lidu v roce 2011 žilo v Nižné Pisané 92 obyvatel, z toho 62 Slováků, 24 Rusínů a čtyři Ukrajinci. Dva obyvatelé neuvedli informace o své etnické příslušnosti.

### První světová válka
Během zimní bitvy v Karpatech kolem přelomu let 1914/15 byla obec poškozena při potyčkách mezi rakousko-uherskými a ruskými vojsky.

### Druhá světová válka
Dne 6. října 1944 byla obec bombardována a lehla popelem. Od 25. do 27. října 1944 v rámci Východokarpatské operace probíhala v Nižné Pisané a okolí tanková bitva, proto se údolí přezdívá Údolí smrti. Ještě po válce byly v okolí obce miny a docházelo k těžkým zraněním obyvatel.

## Pamětihodnosti
- Řeckokatolický kostel sv. Michala archanděla, jednolodní neoklasicistní stavba z roku 1913 s polygonálním ukončením presbytáře a částečně představenou věží. Stojí na místě starší dřevěné stavby. Poškozen byl během druhé světové války, později byl obnoven.[3]
- Dřevěný kříž, lidová práce z 19. století. Nachází se v areálu místního hřbitova.[4]
- Expozice bojové techniky v tzv. Údolí smrti z doby Karpatsko-dukelské operace v roce 1944. Památné místo s instalovanými dvěma sovětskými tanky T-34 a sovětskou houfnicí.[5]